# 무스티에생트마리
무스티에생트마리(프랑스어: Moustiers-Sainte-Marie, 오크어: Mostiers Santa Maria), 줄여서 무스티에는 프랑스 동남부 프로방스알프코트다쥐르의 알프드오트프로방스주에 위치한 마을이다. 프랑스의 가장 아름다운 마을 (Les Plus Beaux Villages de France) 중 하나로 선정되기도 했다.

## 지리
베르동 협곡으로 향하는 서쪽 출입구에 위치해 있다. 무스티에는 수 세기 동안 도자기, 그 중에서도 파이앙스 교역의 중심지이다. 샘 하나가 절벽을 타고 내려와, 이곳의 수력 자원을 공급하고 있는, 마을 내 폭포를 형성하고 있다.
무스티에는 석회암 절벽의 한쪽에서 약 100 미터 떨어진 대지 위에 지어졌다. 태양이 절벽을 향하여 남쪽으로 비치는, 새벽에 은은한 분홍색 빛이 마을 사이사이를 비춘다.

## 별
마을 위쪽, 두 절벽 사이로 225m 길이의 쇠사슬에 황금색으로 칠해진 별 하나가 달려 있다. 프로방스 시인 프레데릭 미스트랄 (Frédéric Mistral)을 통해 유명한 한 설화에 따르면, 이 별의 기원은 10세기 때로 거슬러 올라간다고 한다. 최초의 별과 사슬은 그 이후로 수 차례 교체되었고 현재의 별은 50년이 된 것이다. 10년 전에 사슬이 끊어지면서 별이 떨어졌고, 헬리콥터를 이용하여 다시 걸었다.

### 전설
전설에 의하면, 십자군 전쟁 기간 보종 드 블라카(Bozon de Blacas)라는 기사가 사라센들에 의해 포로로 붙잡혔는데, 그는 돌아가게 된다면 고향 마을에 별을 걸겠다고 맹세했다고 한다. 그렇지만 그 누가 처음 그곳에 별을 달았는지에 대해서는 알려진 것이 없다.

## 인구
| 연도                               | 인구 | ±% p.a. |
| ---------------------------------- | ---- | ------- |
| 1968                               | 535  | —       |
| 1975                               | 602  | +1.70%  |
| 1982                               | 575  | −0.65%  |
| 1990                               | 580  | +0.11%  |
| 1999                               | 625  | +0.83%  |
| 2009                               | 718  | +1.40%  |
| 2014                               | 686  | −0.91%  |
| 2020                               | 718  | +0.76%  |
| 출처: 프랑스 국립 통계 경제 연구소 |      |         |

## 국제 관계
무스티에생트마리는 이탈리아의 몬텔루포피오렌티노와 자매 결연을 맺고 있다.

## 갤러리

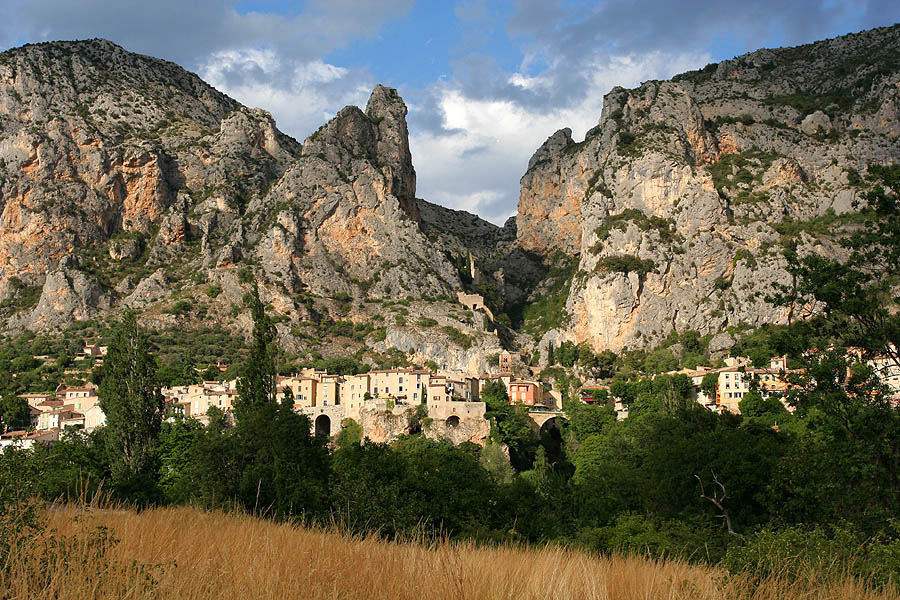
외부에서 본 무스티에생트마리
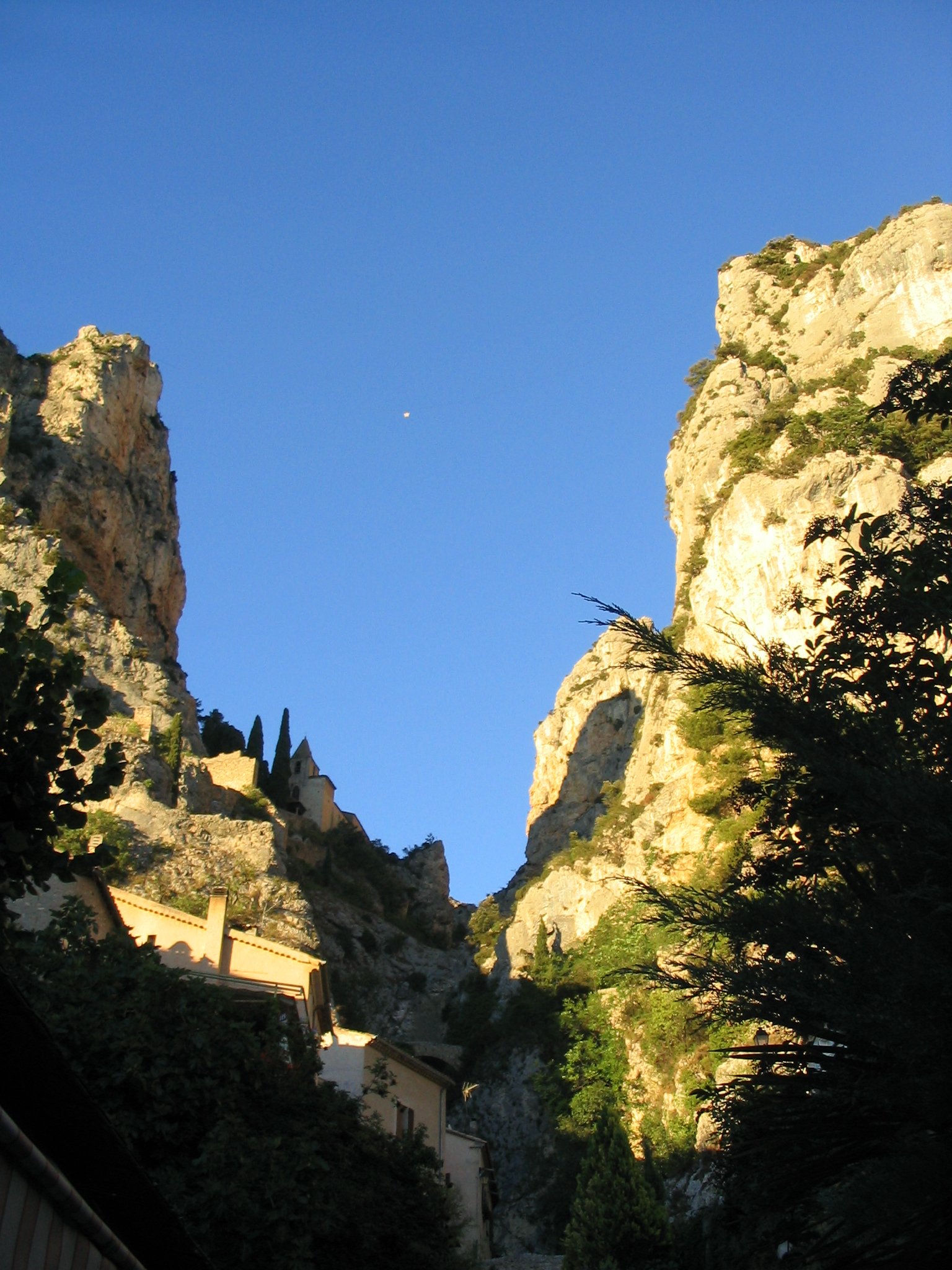
마을의 정상 지점.
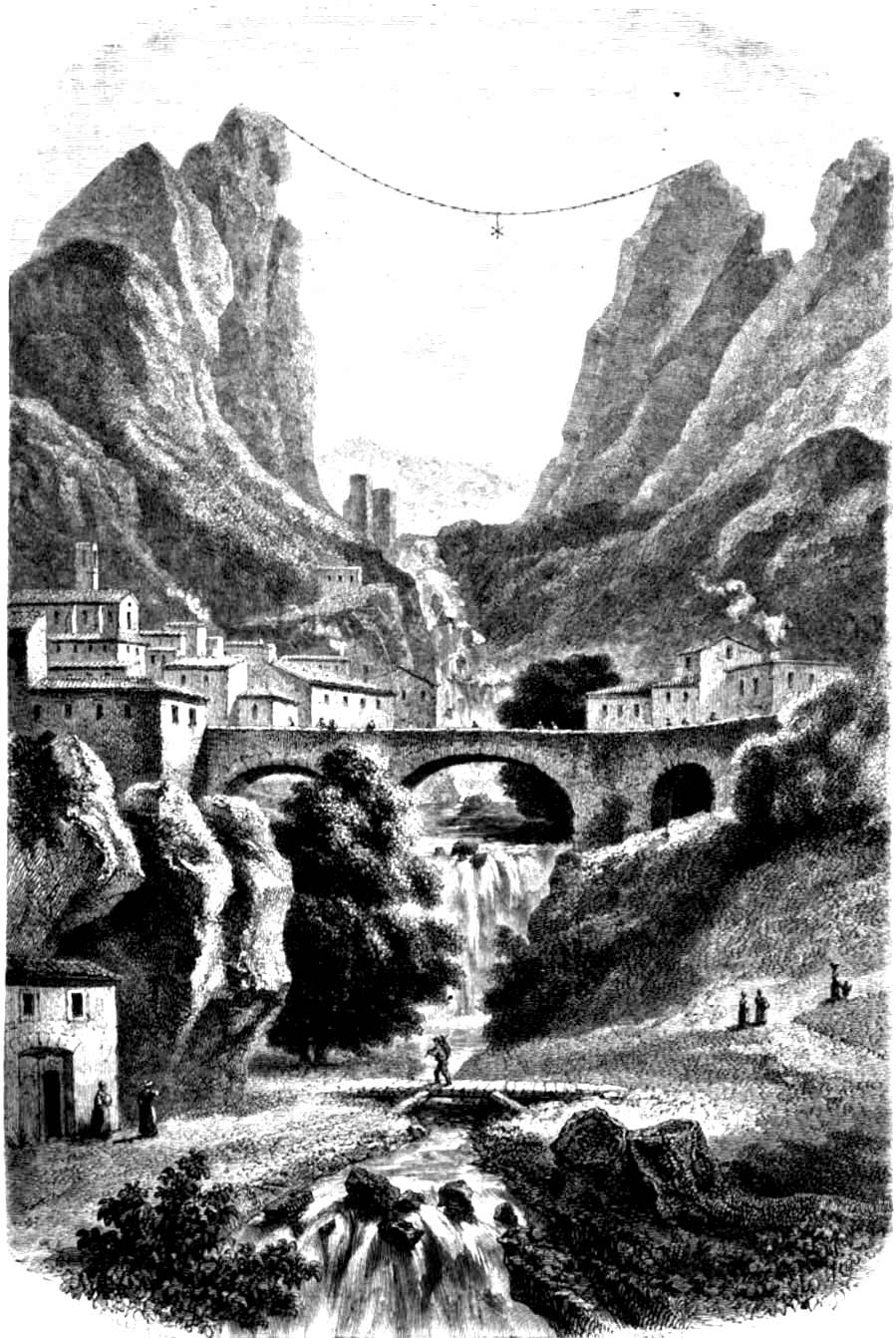
무스티에생트마리에 대한 18세기의 판화
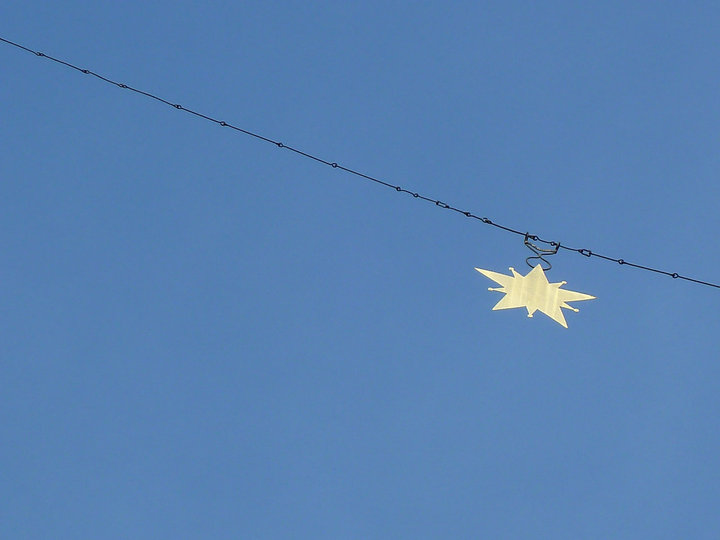
무스티에생트마리의 별
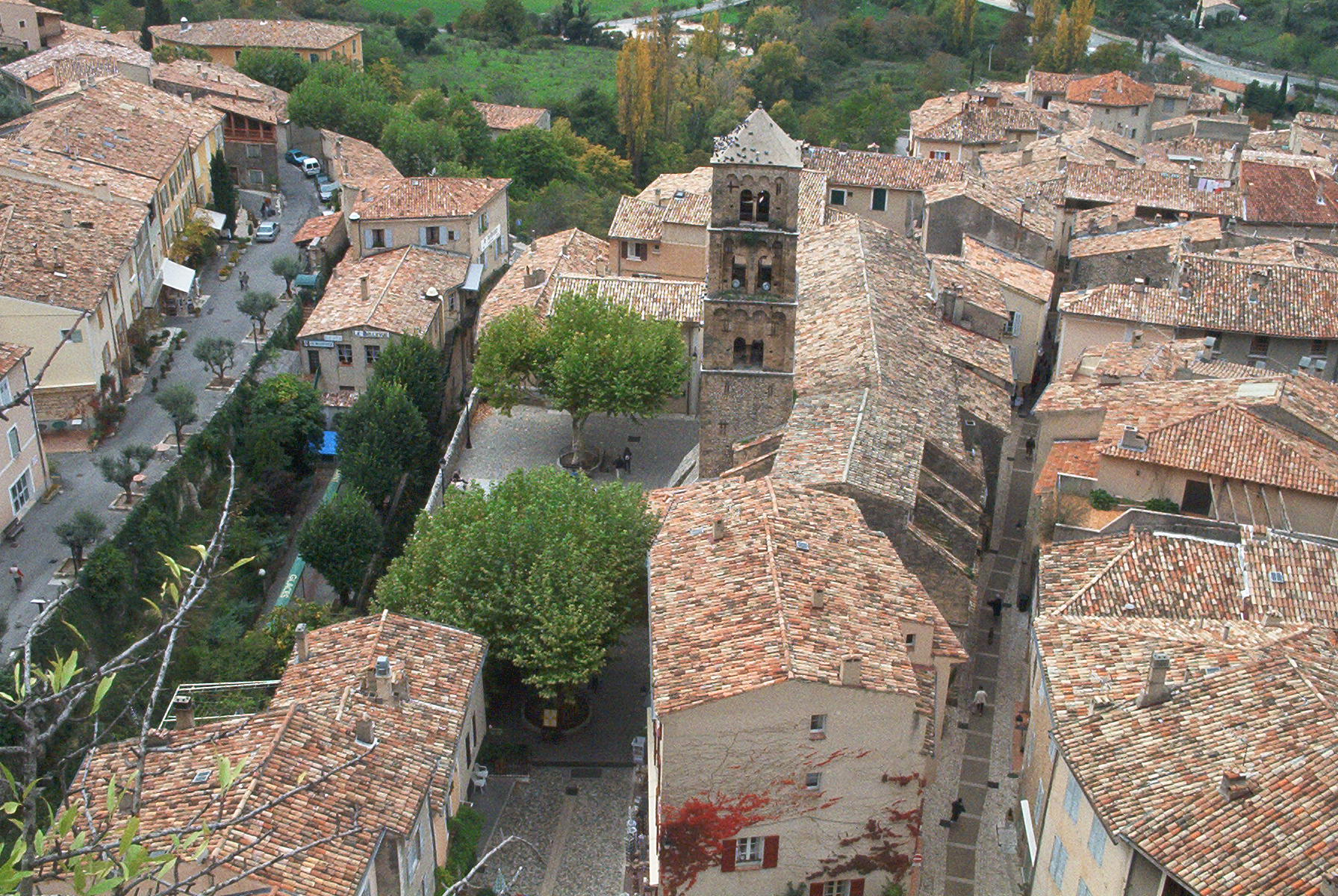

## 같이 보기
- 알프드오트프로방스주의 코뮌 목록